# Shimoda
Shimoda (下田市 -shi) é uma cidade japonesa localizada na província de Shizuoka.
Em 2003 a cidade tinha uma população estimada em 27 256 habitantes e uma densidade populacional de 260,40 h/km². Tem uma área total de 104,67 km².
Recebeu o estatuto de cidade a 1 de Janeiro de 1971.

## Cidades-irmãs

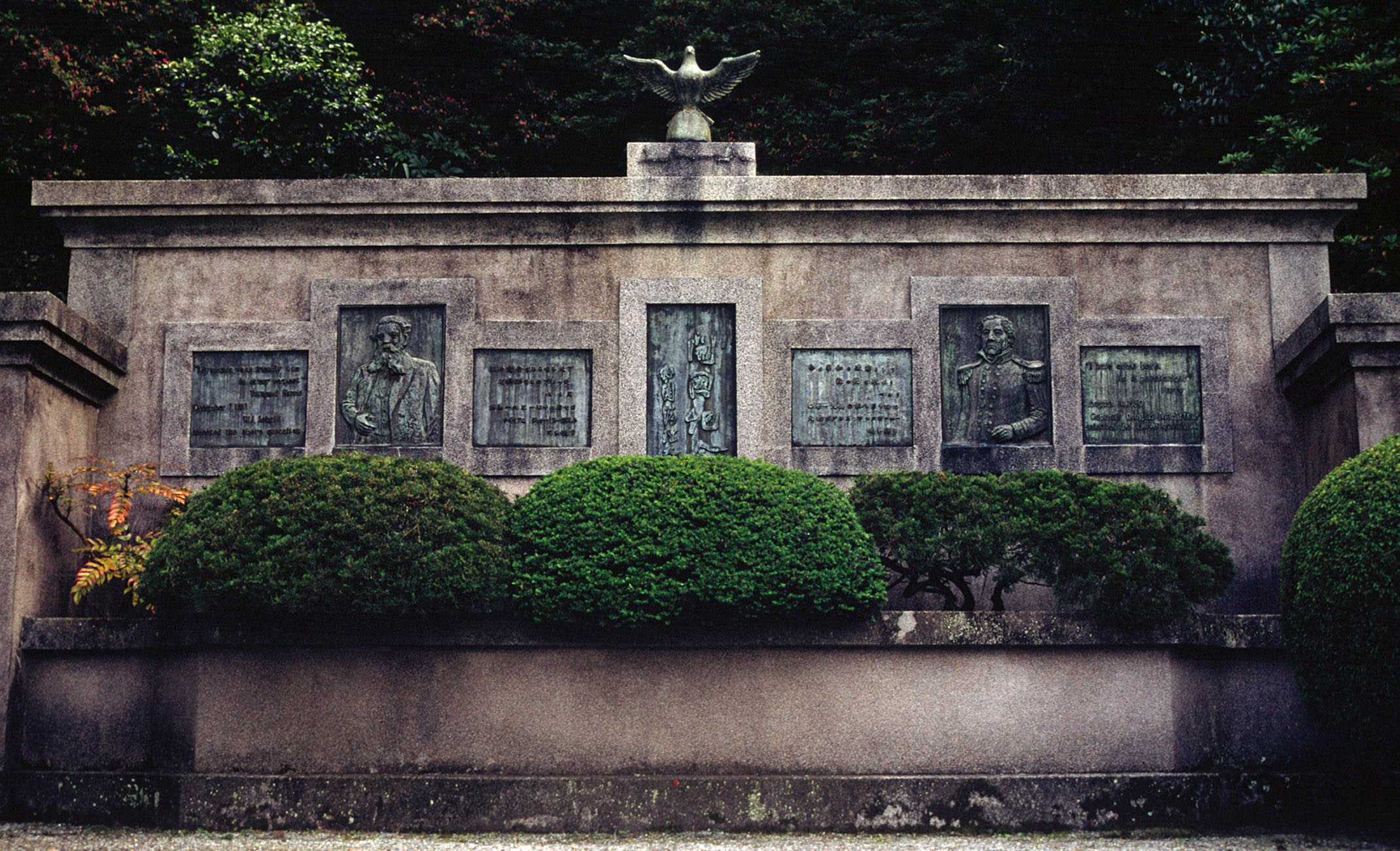

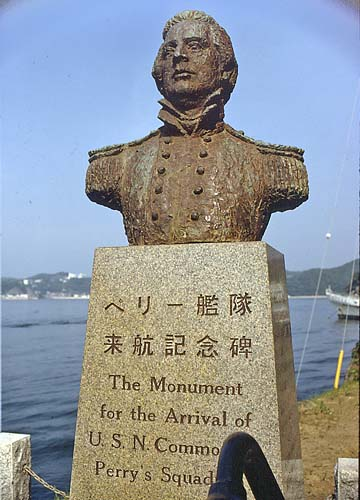
Monumento dedicado ao comodoro estadunidense Matthew Calbraith Perry, responsável pela abertura do Japão para o mundo, dando fim ao isolacionismo japonês(Bakufu) em 1868, que perdurava há mais de 200 anos.

- Newport, EUA
- Hagi, Japão
- Numata, Japão